# Langues au Liechtenstein

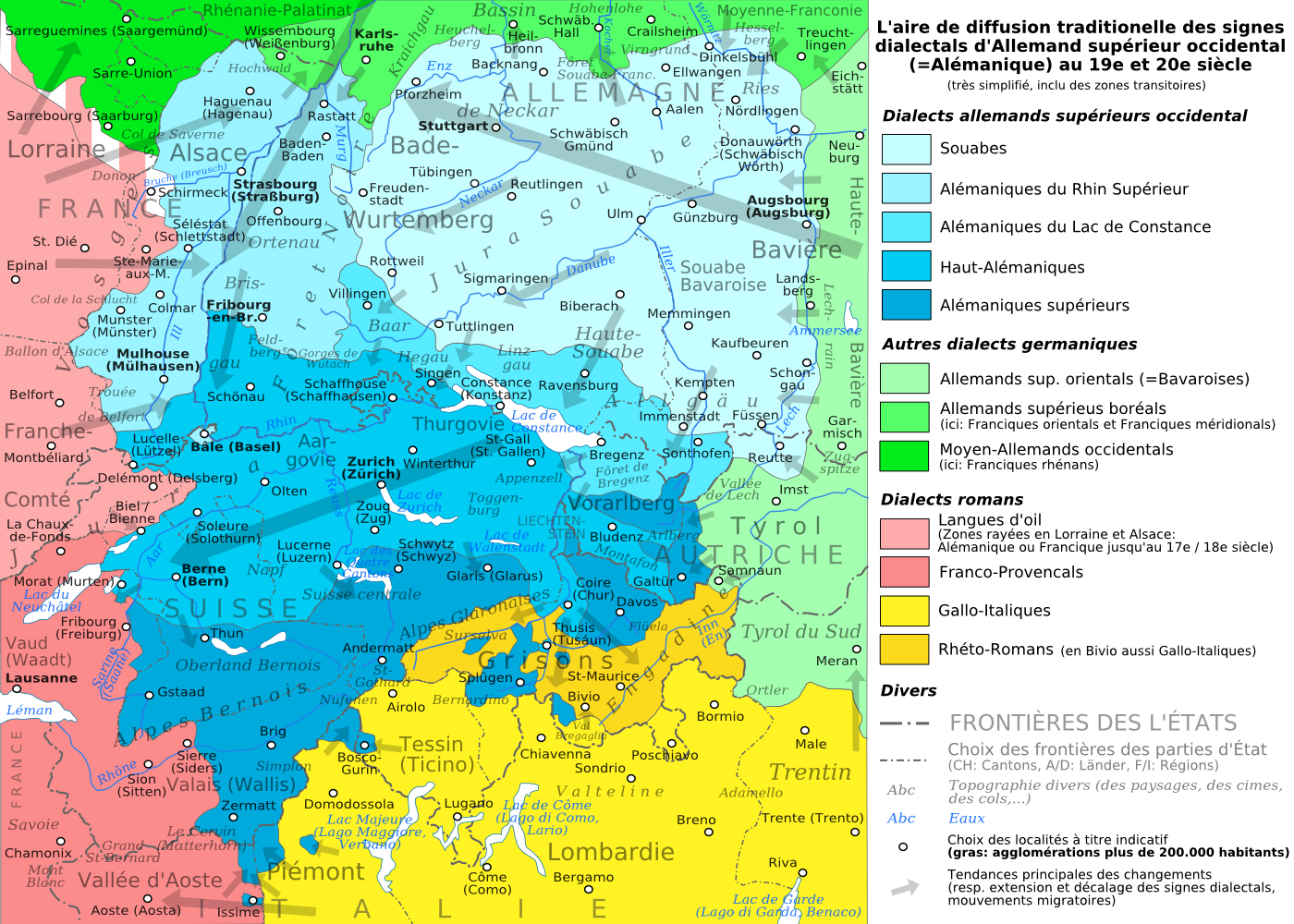
L'aire de diffusion traditionnelle des formes dialectales de l'allemand supérieur occidental (=alémanique) au et XXe siècle

Au Liechtenstein, tout comme dans la partie germanophone de la Suisse, la langue usuelle est un dialecte alémanique, en l'occurrence le liechtensteinois, un dialecte proche de l'alsacien, sauf à Triesenberg, où on parle un dialecte proche du haut-valaisan (walser). L’allemand standard est néanmoins la langue officielle de l’administration.

## Statistiques

### Langues principales
| Langue principale                      | %     | Nbr    |
| -------------------------------------- | ----- | ------ |
| Allemand                               | 94,53 | 34 171 |
| Italien                                | 1,14  | 412    |
| Portugais                              | 0,79  | 284    |
| Turc                                   | 0,74  | 268    |
| Serbo-croate                           | 0,67  | 244    |
| Espagnol                               | 0,63  | 227    |
| Albanais                               | 0,40  | 143    |
| Langues d'Asie de l'Est                | 0,28  | 102    |
| Anglais                                | 0,16  | 59     |
| Français                               | 0,11  | 39     |
| Russe                                  | 0,09  | 33     |
| Néerlandais                            | 0,07  | 25     |
| Grec                                   | 0,06  | 21     |
| Arabe                                  | 0,05  | 19     |
| Langues d'Asie de l'Ouest              | 0,04  | 13     |
| Hongrois                               | 0,03  | 12     |
| Slovaque                               | 0,03  | 10     |
| Macédonien                             | 0,02  | 9      |
| Langues dravidiennes et indo-aryennes  | 0,02  | 9      |
| Polonais                               | 0,02  | 8      |
| Slovène                                | 0,02  | 8      |
| Suédois                                | 0,02  | 7      |
| Langues africaines                     | 0,02  | 6      |
| Roumain                                | 0,01  | 5      |
| Tchèque                                | 0,01  | 4      |
| Autres langues                         | 0,01  | 4      |
| Danois                                 | 0,01  | 2      |
| Romanche                               | 0,00  | 1      |
| Autre langue européenne occidentale    | 0,00  | 1      |
| Finnois                                | 0,00  | 1      |
| Autre langue européenne septentrionale | 0,00  | 1      |
| Bulgare                                | 0,00  | 1      |
| Total                                  | 100,0 | 36 149 |